# Žhavá pláž U.S.A.
Žhavá pláž U.S.A. (v anglickém originále Sizzle Beach, U.S.A.) je americká filmová komedie z roku 1986. Režisérem filmu je Richard Brander. Hlavní role ve filmu ztvárnili Kevin Costner, Terry Congie, Lesley Brander, Roselyn Royce a Robert Acey. 

## Obsazení
| Kevin Costner        | John Logan       |
| Terry Congie         | Janice Johnston  |
| Lesley Brander       | Dit McCoy        |
| Roselyn Royce        | Cheryl Reilly    |
| Robert Acey          | Steve Anders     |
| Larry Degraw         | Brent Richardson |
| James Pascucci       | Von Vitale       |
| Justin Michael Scott | Gary             |